# Бантен (місто)
Бантен (індонез. Banten), також іст. Бантам — місто в Індонезії, в провінції Бантен на о. Ява.

## Історія

Засноване в 1527 році мусульманськими переселенцями з Чиребону на узбережжі бухти, поруч з сунданським індуїстським поселенням Бантен-Гіранг (Верхній Бантен), що знаходилось в 10 км від берега в глибині острова. В XVI ст. стало важливим торговим перевалочним портом по торгівлі прянощами, особливо місцевим чорним перцем з островів Ява і Суматра та мускатним горіхом з Молуккських островів. Столиця Султанату Бантен.

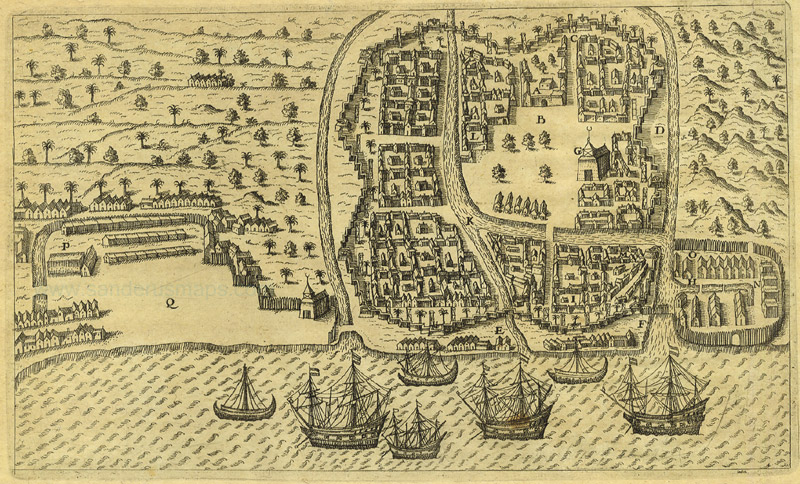
Бантен. Гравюра початку XVI ст.

 З 1550-х років місто переживало період процвітання. Значно зросла торгівля з португальською Малаккою, колишнім супротивником. Незважаючи на політичне суперництво, португальські флотилії постійно відвідували Бантен для закупок партій перцю.
27 червня 1596 кораблі в Бантен прибули кораблі першої голландської експедиції в Ост-Індію на чолі з Корнелісом де Гаутманом. Англійці, які почали плавати до Ост-Індії приблизно з 1600 р., створили постійний торговий пункт у Бантені в 1602 р. під керівництвом Джеймса Ланкастера. У 1603 році в Бантені було засновано перший постійний голландський торговий пункт на Малайському архіпелазі.
Захищена бухта Бантена поруч із Зондською протокою, яку голландці на початку XVII ст. обрали як свій основний шлях до Молуккських островів, оскільки Малаккську протоку на той час контролювали португальці, зробила місто важливим морським вузлом у XVII столітті. Кінець розквіту пов'язаний з рішенням Голландської Ост-Індійської компанії використовувати з 1619 року як свою штаб-квартиру й головний торговий порт сусідню Батавію.
У 1682 році внаслідок громадянської війни й боротьби за престолонаслідування захоплене Голландською Ост-Індійською компанією і перетворене на протекторат. 22 листопада 1808 р. генерал-губернатор Нідерландської Ост-Індії Герман Віллем Даендельс оголосив зі своєї штаб-квартири в Серанзі про анексію Султаната Бантен і включення його території до складу Голландської Ост-Індії

Сьогодні Бантен — маленький морський порт.